# NHN Service Technology
NHN Service Technology Corp.（エヌエイチエヌサービステクノロジー、簡: 大连慧搜网络技术有限公司）は、中華人民共和国（中国）の企業。NHN comico（現・NHN JAPAN）の子会社。大韓民国（韓国）に本社を置く同国最大のインターネットサービス会社、NAVERの関連会社でもある。
2007年12月13日に設立され、当初はインターネット検索サイトNAVERのデータベース構築・分析事業からスタートした。
また、2009年後半よりNHN Japanよりサービスオペレーション業務(ゲームサービス企画・デザイン・運営・開発・カスタマーサポートなど)が移管され、大連ハイテクパークにセカンドセンターとしてオープンした。
2010年5月10日よりNHN Japanがライブドアを買収した後は検索事業の一環としてライブドアのコンテンツ関連業務も行っている。
2011年3月24日 商号を Next Human Search Technology Corporation (NHST)  から NHN Service Technology Corp. (NHN ST) へ変更。

## 事業
- ゲームサービス企画・デザイン・運営・開発、及びカスタマーサポートなど管理業務

## 沿革
- 2006年5月 ‐ NHN China 本社で Beijing Team 業務開始
- 2006年7月 ‐ 大連センター設立プロジェクト開始
- 2006年11月 ‐ 大連センター設立(NHN China 傘下)
- 2007年3月 ‐ 上海センター　オープン
- 2007年12月 ‐ Next Human Search Technology Corporationとして設立
- 2009年1月 ‐ NHSTジャパン(福岡センター) 設立
- 2009年9月 ‐ 大連セカンドセンター設立
- 2011年3月 ‐ NHN Service Technology Corp.に商号変更
- 2016年4月 ‐ 中国版comicoサービス開始